# Campanulàcies
Les campanulàcies (Campanulaceae) són una família de plantes angiospermes de l'ordre de les asterals (Asterales), dins del clade de les campanúlides, un subclade de les astèrides. Conté 94 gèneres que agrupen més de 2.400 espècies.

## Distribució
Aquesta família és cosmopolita, està representada arreu del món, però es concentra a l'hemisferi nord. A l'hemisferi sud, Sud-àfrica té una rica varietat de membres d'aquesta família. Per contra, no es fan gens al Sàhara, l'Antàrtida i el nord de Groenlàndia.

## Descripció
Acostumen a ser plantes herbàcies però també poden ser arbusts o arbres. Les fulles d'aquestes espècies apareixen sovint de forma alternada en la tija, molt rarament en forma oposada. Les flors són hermafrodites, acampanades, amb una corol·la estreta i amb petits lòbuls; les flors són sovint de color blau. Els fruits acostumen a ser en forma de baia, si bé de vegades apareixen en forma de càpsula.

## Taxonomia
Aquesta família va ser descrita per primer cop l'any 1789 a l'obra Genera Plantarum del botànic francès Antoine-Laurent de Jussieu (1748 – 1836).

### Subfamílies
Dins d'aquesta família es reconeixen les 5 subfamílies següents:
- Cyphioideae Schönland
- Campanuloideae Burnett
- Lobelioideae Burnett
- Cyphocarpoideae M.H.G.Gust.
- Nemacladoideae M.H.G.Gust.

### Gèneres
Dins d'aquesta família es reconeixen els 94 gèneres següents:
- Adenophora Fisch.
- Asyneuma Griseb. & Schenk
- Berenice Tul.
- Brighamia A.Gray
- Burmeistera H.Karst. & Triana
- Campanula L.
- Campanulastrum Small
- Canarina L.
- Centropogon C.Presl
- Clermontia Gaudich.
- Codonopsis Wall.
- Craterocapsa Hilliard & B.L.Burtt
- Cryptocodon Fed.
- Cyananthus Wall. ex Benth.
- Cyanea Gaudich.
- Cyclocodon Griff. ex Hook.f. & Thomson
- Cylindrocarpa Regel
- Cyphia P.J.Bergius
- Cyphocarpus Miers
- Delissea Gaudich.
- Dialypetalum Benth.
- Diastatea Scheidw.
- Dielsantha E.Wimm.
- Downingia Torr.
- Eastwoodiella Morin
- Echinocodon D.Y.Hong
- Edraianthus A.DC.
- Favratia Feer
- Feeria Buser
- Githopsis Nutt.
- Grammatotheca C.Presl
- Gunillaea Thulin
- Hanabusaya Nakai
- Heterochaenia A.DC.
- Heterocodon Nutt.
- Heterotoma Zucc.
- Himalacodon D.Y.Hong & Qiang Wang
- Hippobroma G.Don
- Homocodon D.Y.Hong
- Howellia A.Gray
- Isotoma (R.Br.) Lindl.
- Jasione L.
- Kericodon Cupido
- Legenere McVaugh
- Legousia Durande
- Lithotoma E.B.Knox
- Lobelia Plum. ex L.
- Lysipomia Kunth
- Melanocalyx (Fed.) Morin
- Merciera A.DC.
- Michauxia L'Hér.
- Microcodon A.DC.
- Monopsis Salisb.
- Muehlbergella Feer
- Musschia Dumort.
- Namacodon Thulin
- Nemacladus Nutt.
- Nesocodon Thulin
- Ostrowskia Regel
- Palmerella A.Gray
- Palustricodon Morin
- Pankycodon D.Y.Hong & X.T.Ma
- Peracarpa Hook.f. & Thomson
- Petromarula Vent. ex R.Hedw.
- Physoplexis Schur
- Phyteuma L.
- Platycodon A.DC.
- Poolea Morin
- Porterella Torr.
- Prismatocarpus L'Hér.
- Protocodon Morin
- Pseudocodon D.Y.Hong & H.Sun
- Pseudonemacladus McVaugh
- Ravenella Morin
- Rhigiophyllum Hochst.
- Roella L.
- Rotanthella Morin
- Ruthiella Steenis
- Sclerotheca A.DC.
- Sergia Fed.
- Siphocampylus Pohl
- Siphocodon Turcz.
- Smithiastrum Morin
- Solenopsis C.Presl
- Theilera E.Phillips
- Trachelium Tourn. ex L.
- Treichelia Vatke
- Trematolobelia Zahlbr. ex Rock
- Triodanis Raf.
- Unigenes E.Wimm.
- Wahlenbergia Schrad. ex Roth
- Wimmeranthus Rzed.
- Wimmerella Serra, M.B.Crespo & Lammers
- Zeugandra P.H.Davis

### Sinònims
Els següent nom científic és un sinònim heterotípic de Campanulaceae:
- Lobeliaceae Juss.